# Хлорид рутения(IV)
Хлорид рутения(IV) — неорганическое соединение, 
соль металла рутения и соляной кислоты с формулой RuCl4,
коричневые кристаллы,
растворяется в холодной воде,
образует кристаллогидрат.

## Получение
- Действие хлористого водорода на оксид рутения(VIII):

{\displaystyle {\mathsf {RuO_{4}+8HCl\ {\xrightarrow {}}\ RuCl_{4}+2Cl_{2}\uparrow +4H_{2}O}}}

## Физические свойства
Хлорид рутения(IV) образует коричневые гигроскопичные кристаллы.
Образует кристаллогидрат состава RuCl4•5H2O.
Растворяется в холодной воде и этаноле.

## Химические свойства
- Разлагается при нагревании в инертной атмосфере:

{\displaystyle {\mathsf {RuCl_{4}\ {\xrightarrow {T}}\ Ru+2Cl_{2}}}}
- Разлагается горячей водой:

{\displaystyle {\mathsf {RuCl_{4}+H_{2}O\ {\xrightarrow {90^{o}C}}\ [Ru(OH)Cl_{3}]+HCl}}}
- При нагревании окисляется кислородом воздуха:

{\displaystyle {\mathsf {RuCl_{4}+O_{2}\ {\xrightarrow {T}}\ RuO_{2}+2Cl_{2}}}}
- С концентрированными растворами хлоридов щелочных металлов образует комплексные соли — гексахлорорутенаты:

{\displaystyle {\mathsf {RuCl_{4}+2KCl\ {\xrightarrow {}}\ K_{2}[RuCl_{6}]}}}
- Восстанавливается водородом:

{\displaystyle {\mathsf {RuCl_{4}+2H_{2}\ {\xrightarrow {T}}\ Ru+4HCl}}}